# Murzynowo (Mazovie)
Pour les articles homonymes, voir Murzynowo.
Murzynowo (prononciation : [muʐɨˈnɔvɔ]) est un village polonais de la gmina de Brudzeń Duży dans le powiat de Płock de la voïvodie de Mazovie dans le centre-est de la Pologne.
Il se situe à environ 9 kilomètres au sud de Brudzeń Duży (siège de la gmina), 14 kilomètres à l'ouest de Płock (siège du powiat) et à 110 kilomètres à l'ouest de Varsovie (capitale de la Pologne).
Le village compte approximativement une population de 163 habitants.

## Histoire
De 1975 à 1998, le village appartenait administrativement à la voïvodie de Płock.